# Silent Hill: The Short Message
Silent Hill: The Short Message (с англ. — «Сайлент-Хилл: короткое сообщение») — компьютерная игра в жанре survival horror, разработанная HexaDrive и изданная Konami, анонсированная и выпущенная 31 января 2024 года бесплатно для PlayStation 5 на игровом движке Unreal Engine 5.
Сюжет представляет собой побочную историю о девочке-подростке по имени Анита, которая получает странные текстовые сообщения от своей покойной подруги Майи, которая покончила жизнь самоубийством, и Анита должна искать вещи, которые служат подсказками в заброшенном строительном комплексе в Германии, время от времени уклоняясь от монстра-сталкера, покрытого лепестками сакуры, который преследует игрока в определённые моменты и не может быть атакован. Игра с видом от первого лица без боевой системы. Если игрока поймают, игра завершается. Травля, социальные сети и самоубийства являются основными темами игры.
Silent Hill: The Short Message получила смешанные отзывы. Часть критиков высоко оценили визуальные эффекты, атмосферу, затронутые темы и бесплатность игры; другие раскритиковали её геймплей, диалоги и продолжительные погони.

## Сюжет
Действие Silent Hill: The Short Message на этот раз происходит в вымышленном экономически депрессивном городе Кеттенштадт в Германии, а не в Сайлент-Хилле.
Основные события игры происходят в заброшенном жилом комплексе под названием «Вилла», популярном месте для подростков, рисующих граффити, и печально известном месте самоубийств среди девочек-подростков.
Молодая девушка по имени Анита Планнерт получает сообщение от своей близкой подруги и известной в Интернете граффити-художницы Майи, известной в сети как C.B. (Cherry Blossoms), с предложением встретиться в заброшенном жилом комлексе «Вилла», где они часто любили проводить время вместе. Придя в жилой комплекс, Анита следует по рисункам Майи по всему зданию. Во время поисков Анита воспоминает об онлайн-издевательствах, с которыми она столкнулась, когда пыталась быть такой же популярной в Интернете, как Майя. На протяжении всей игры её преследует странный монстр, покрытый цветами цветущей сакуры. Несмотря на все попытки связаться с Майей по СМС, Анита не получает ответа.
Вскоре Аните звонит её подруга Амели, из диалога с которой выясняется, что Майя покончила с собой, спрыгнув с крыши жилого комплекса некоторое время назад. Анита шокирована тем фактом, что она напрочь забыла это происшествие, и задается вопросом, кто же пишет ей сообщения от имени Майи. Она оказывается на крыше жилого комплекса и обнаруживает там последнее произведение искусства Майи. Завидуя количеству подписчиков у Майи, Анита решает покончить жизнь самоубийством, спрыгнув с крыши в попытке подражать ей.
Однако Анита по необъяснимой причине приходит в себя живой в жилом комплесе. Майя пишет Аните, что ни одна из них не сможет уйти, пока Анита не найдет «это». Анита вынуждена снова исследовать жилой комплекс, который теперь находится в более ветхом состоянии, а произведения искусства Майи подверглись вандализму. Она снова переживает воспоминания о том, как над Майей также издевались в школе. Анита находит рисунок Майи, который она никогда раньше не видела. На одном из рисунков также изображена Амели. Анита вспоминает, что Майя всегда была гораздо ближе к Амели, чем к ней, а её Майя просто игнорировала. Продолжая путь дальше, Анита пробирается в школьную библиотеку, где узнает о том, что город Кеттенштадт якобы был проклят некой японской ведьмой после её смерти.
Анита находит письмо, написанное Майей, в котором та молит Амели о помощи. Она вспоминает, что намеренно утаила это письмо от Амели, ревнуя к их близкой дружбе, и приходит к выводу, что это и привело к самоубийству Майи. Её путь приводит её обратно на крышу, где она по телефону признается Амели в содеянном, после чего второй раз прыгает с крыши.
Анита снова приходит в себя живой в жилом комплексе. Снова исследуя здание, Анита оказывается в своём старом семейном доме и вспоминает жестокое отношение матери к ней и её брату. Однажды мать заперла её брата в шкафу, где он скончался, после чего мать попыталась спрятать тело в холодильнике, но Анита сбежала и сообщила о ней в полицию. Анита узнает, что Майя планировала нарисовать и её тоже, то есть Майя вовсе не игнорировала Аниту. Монстр с цветами сакуры снова преследует Аниту, после чего она снова оказывается на крыше жилого здания и снова извиняется перед Амели за то, что не понимала ценности их дружбы. Анита подумывает о том, чтобы спрыгнуть с крыши, но в последнюю секунду останавливается, увидев, что туман, окружающий жилой комплекс, рассеивается, тем самым возвращая Аниту в реальность.
Некоторое время спустя сообщение Амели в социальных сетях указывает на то, что она и Анита покинули Кеттенштадт и поступили в колледж, чтобы начать новую жизнь.

## Разработка
По словам Мотои Окамото, продюсера серии Silent Hill, основными темами игры являются самоубийства, кибербуллинг, социальные сети и психическое здоровье. Дизайнер существ и ветеран Silent Hill Масахиро Ито дополнил: «я чувствовал, что это определённо найдёт отклик у молодого поколения, учитывая, что многие из них активны в социальных сетях».
В 2022 году в сеть просочились скриншоты из игры под названием Sakura. Silent Hill: The Short Message получила возрастной рейтинг в Южной Корее в сентябре 2022 года, а в декабре 2022 года в Тайване. В октябре 2022 года Konami начала нанимать сотрудников для предстоящих проектов Silent Hill, включая неанонсированную внутреннюю игру.

## Отзывы
| Сводный рейтинг    | Сводный рейтинг |
| Агрегатор          | Оценка          |
| ------------------ | --------------- |
| Metacritic         | 53/100 (PS5)    |
| Иноязычные издания |                 |
| Издание            | Оценка          |
| CGM                | 4,5/10          |
| Edge               | 4/10            |
| GameSpot           | 3/10            |
| GamesRadar+        | 3/5             |

Silent Hill: The Short Message получила «смешанные или средние» отзывы от критиков согласно сайту-агрегатору рецензий Metacritic. Средняя оценка составила 53 балла из 100; игра заняла седьмое место в десятке худших компьютерных игр 2024 года по версии сайта (в перечень попали только те игры, которые набрали хотя бы семь отзывов прессы). По данным OpenCritic, только 24 % критиков порекомендовали игру.
Кристофер Тевтон из Screen Rant написал в своем обзоре: «для бесплатной игры, которая проливает свет на то, что Konami на самом деле собирается сделать с франшизой, Silent Hill: The Short Message абсолютно стоит того, чтобы её попробовать». «Положенное начало гораздо лучше, чем могло бы быть, и это однозначно лучшее произведение по франшизе с 2014 года; хотя то, насколько эффективно игра обращается с поднятыми темами, будет зависить от того, касались ли они игрока».
В своих статьях для IGN Кодзи Фукуяма и Дэниел Робсон высоко оценили «эффективное использование поднятых тем… для создания ощущения подлинного страха», описывая игру как современную и впечатляющую итерацию франшизы Silent Hill. Марк Делани из GameSpot, напротив, назвал игру «плохой карикатурой на Silent Hill», раскритиковав продолжительные эпизоды погони, решаемые «методом проб и ошибок», а также сюжет и диалоги. Уилла Роу из Kotaku сочла игру «излишне графической», а поднятые темы «поверхностными и тяжеловесными», отметив, что финал игры предсказуем. В обзоре для Polygon Карли Велоччи сравнила многие аспекты игры с предыдущими играми Silent Hill, такими как P.T. и Silent Hill: Downpour, и сочла отсылки к серии в целом «крайне неуместными». Она посчитала отражение темы суицида в игре «погранично безвкусным», отметив, что сценарий «не рассказывает об Аните ничего, помимо состояния её психического здоровья». Однако она заключила, что в игре есть плюсы, например, «некоторые уникальные образы, благодаря которым я с оптимизмом смотрю на будущее серии».
К 12 февраля 2024 года игра достигла 2 миллионов загрузок в PlayStation Store.